# Pirámide del tiempo

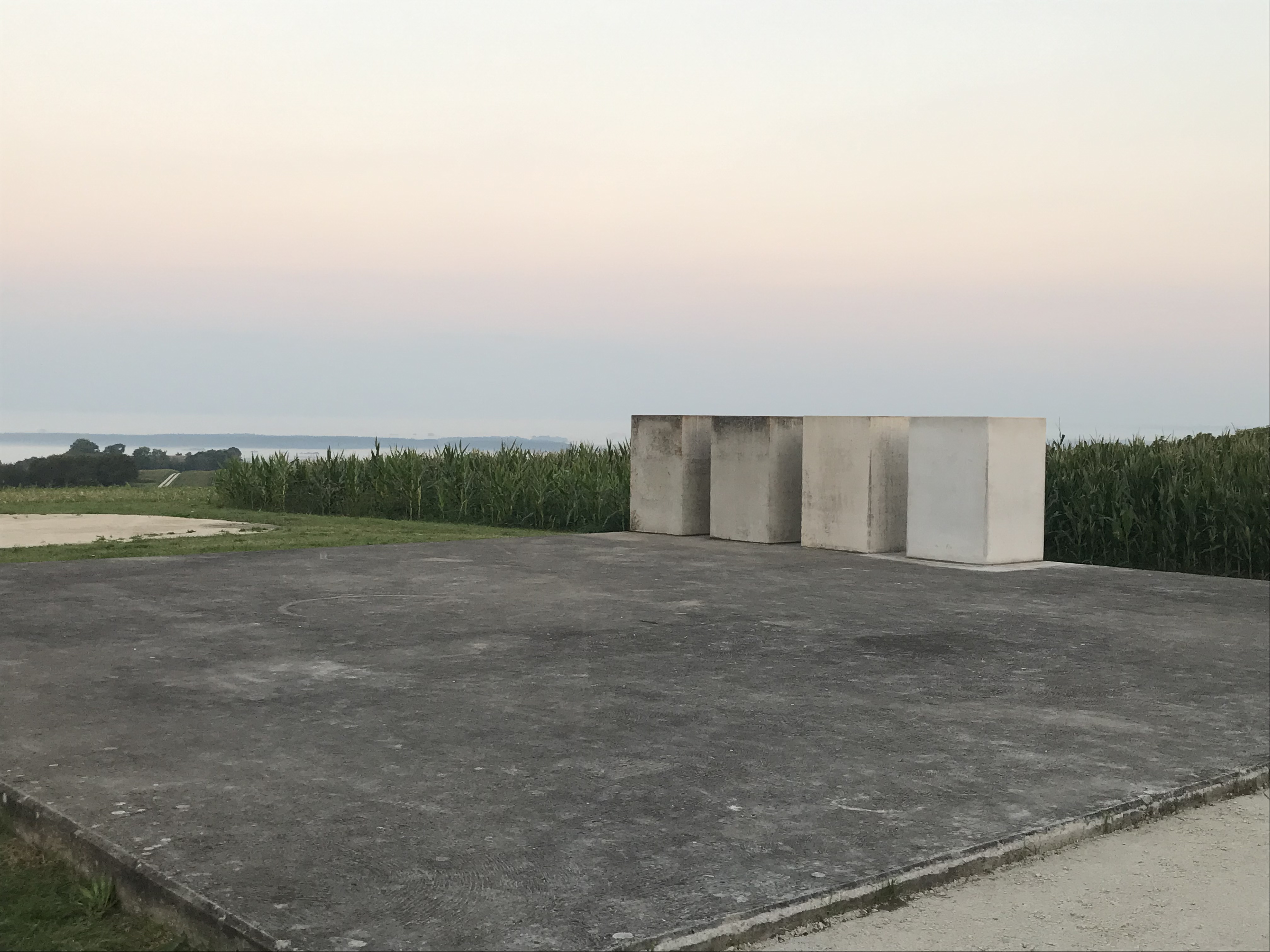
La pirámide luego de que el cuarto bloque fuera colocado en 2023.

La pirámide del tiempo (en alemán: Zeitpyramide) es una obra de arte público de Manfred Laber en construcción en Wemding, Alemania. La pirámide, iniciada en 1993, en el 1200.º aniversario de Wemding, tardará otros 1168 años en completarse y está programada para finalizar en el año 3183. A fecha de 2023, se han colocado los primeros 4 de sus 120 bloques programados de concreto.
El financiamiento inicial del proyecto se logró principalmente a través de donaciones de compañías locales, que, por ejemplo, suministraron de forma gratuita los materiales para la losa de concreto. El proyecto es administrado por una fundación con sede en Wemding.

## Concepto

Esquema de la pirámide.

La ciudad de Wemding se remonta al año 793 y celebró su 1200º aniversario en 1993. La pirámide del tiempo fue concebida por el artista local Manfred Laber en junio de 1993 para marcar este período de 1200 años y dar a las personas una idea de lo que este tiempo realmente supone. El plan consiste en colocar 120 bloques, uno cada diez años, lo que lleva 1190 años en total (véase Off-by-one error). El material de los bloques utilizados no es fijo y puede modificarse en generaciones futuras dependiendo de la disponibilidad.

### Dimensiones
La pirámide se compondrá de cuatro niveles de 8, 6, 4 y 2 bloques de lado, sucesivamente. Cada bloque tiene un tamaño de 1,2 m de ancho, 1,2 m de fondo y 1,8 m de alto. El espacio entre bloque y bloque es de 0,6 m en ambas direcciones, por lo que la pirámide finalizada tendría unas dimensiones de 13,8 m de lado y 7,2 m de alto.

### Artista
Manfred Laber nació en Wemding en 1932 y estudió pintura en la Hochschule für Bildende Künste en Berlín en la década de 1950. Tiene otras obras de arte en exhibición permanente en la Isla San Antonio y Alcanar, España, y Mormoiron, Francia.

## Estado actual
La pirámide estará terminada para el año 3183, en su estado actual, está en una plataforma de concreto en una colina redondeada, en el extremo norte de Wemding. El primer bloque se colocó en octubre de 1993. El cuarto y más reciente bloque de 6,5 toneladas se colocó a las 15:06 el 9 de septiembre de 2023.